# Bergshamra by

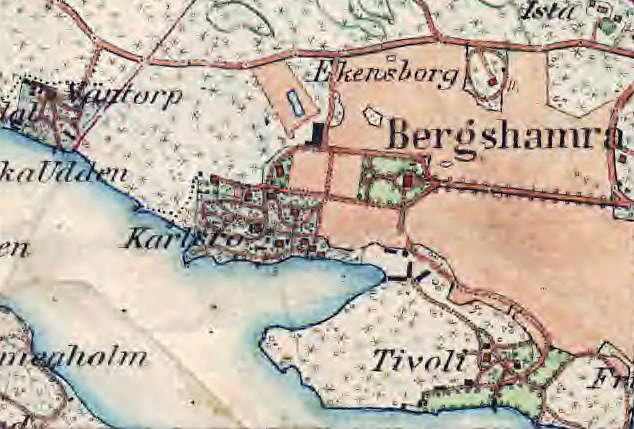
Karlsro och Bergshamra gård cirka 1900.

Bergshamra by är ett kulturhistoriskt värdefullt villaområde på Pipers väg vid Brunnsvikens nordvästra strand i stadsdelen Bergshamra, Solna kommun. I ett av husen, Övre Karlsro, bodde möbelformgivaren Carl Malmsten med familj. Kvarteret Växten och dess bebyggelse är ett kulturreservat och q-märkt i 1990 års detaljplan.

## Historik
Omkring år 1865 lät kung Karl XV uppföra tre villor söder om Bergshamra gård, vilken han arrenderat från och med 1857 för att där bedriva experimentellt jordbruk. Intill Brunnsviken och med vidsträckt vy över vattnet byggdes Övre Karlsro, Nedre Karlsro västra och Nedre Karlsro östra. Övre Karlsro utgjorde fond i en mittaxel, där de båda andra husen placerades symmetrisk som fristående flyglar något längre ner mot sjön. Mellan husen anlades en engelsk park.
De tre husen uppkallades efter kungen "Karlsro" och gestaltades i den tidstypiska schweizerstilen. Husen hyrdes ut som sommarnöjen till kungens vänner. Efter kungens död 1872 övertogs arrendet av kocken Jean-François Régis Cadier, grundare av Grand Hôtel i Stockholm. Från hans tid existerar fortfarande rester efter Cadiers odlingar i närbelägna i Tivoliparken i Solna. Kring sekelskiftet 1900 tillkom ytterligare några villor väster om det ursprungliga Karlsro.
Eftersom marken tillhörde Ulriksdals slottsområde avstyckades aldrig några tomter. Naturen runt husen består av dels lummiga trädgårdar, dels högvuxen lövskog, med inslag av tall och gran. Området kallas idag Bergshamra by och består av totalt nio bostadshus. För att bevara de kulturhistoriska värdena finns i gällande detaljplan skyddsföreskrifter och rivningsförbud.

### Historiska bilder

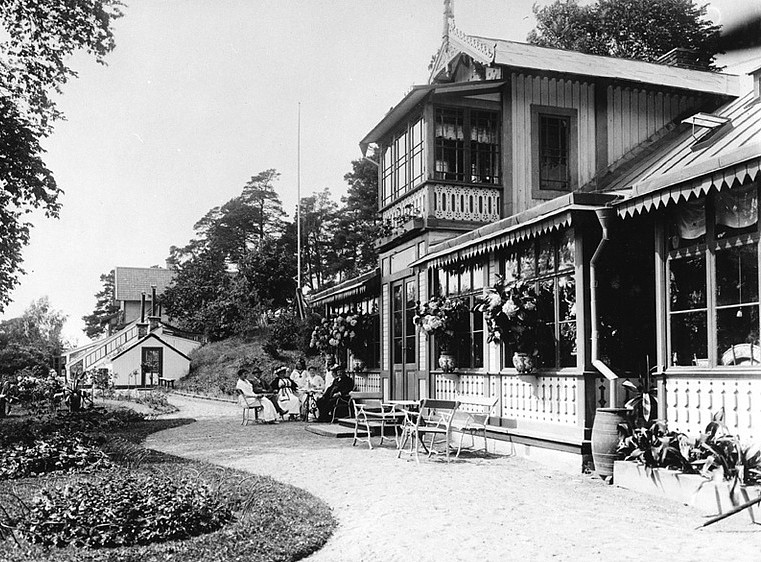
Nedre Karlsro västra, 1900. I bakgrunden syns Solbo och tillhörande byggnader.
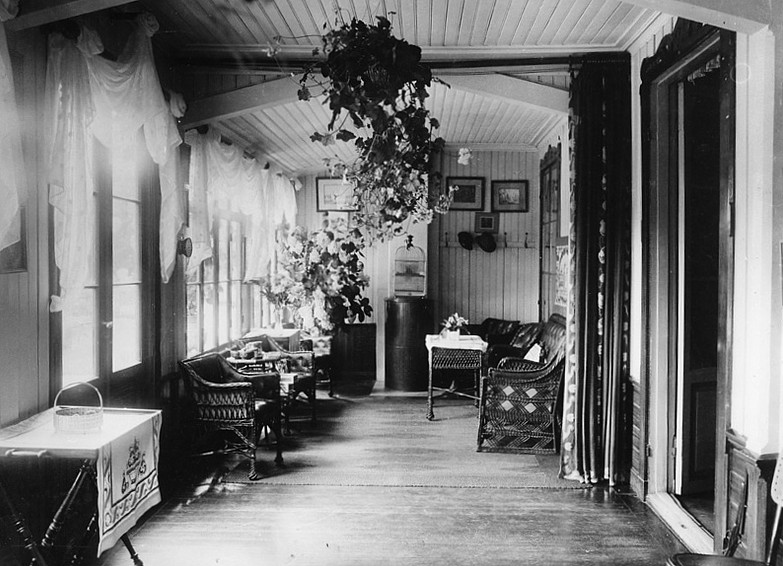
Nedre Karlsro västra, interiör, 1900.
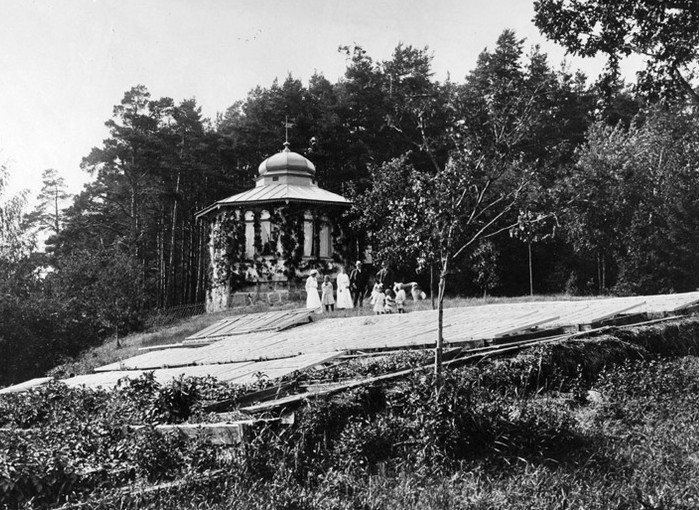
Familjen Lundström utanför lusthuset Monte Carlo, 1900.
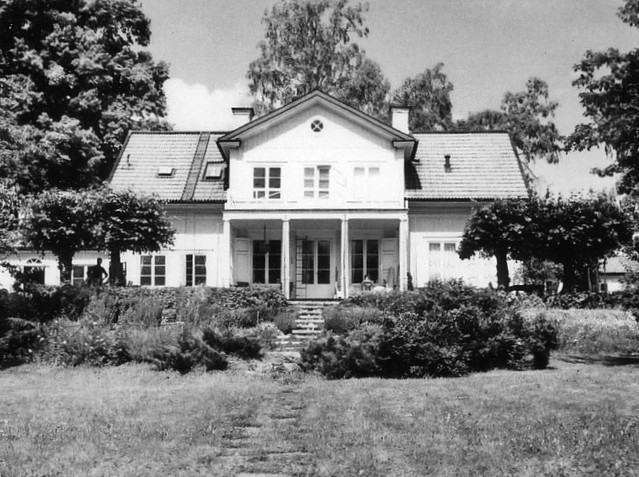
Övre Karlsro, 1968.

## Byns byggnader
| Bild | Beteckning               | Adress                      | Beskrivning | Koordinater                                            |
| ---- | ------------------------ | --------------------------- | --- | ------------------------------------------------------ |
|      | Övre Karlsro             | Pipers väg 18               | Övre Karlsro, även kallad Carl Malmstens hus, uppfördes 1865 efter ritningar av arkitekt E.P. Carlsson. 1920 flyttade formgivaren Carl Malmsten in. 1930 gav han byggnaden ett mera klassicistiskt utseende. Huset är tillbyggt med låga flyglar på båda gavlarna. En brand 1970 förstörde delar av villan som dock återställdes. Fastigheten Växten 5 skyddas sedan 1993 som byggnadsminne. Vid Pipers väg 16 ligger Malmstens västra villa. Huset var ursprungligen ett stall och är idag ombyggt till bostad.                                        | 59°22′38.46″N 18°1′47.93″Ö / 59.3773500°N 18.0299806°Ö |
|      | Malmstens västra villa   | Pipers väg 16               | Villan var ursprungligen en fristående flygelbyggnad till Övre Karlsro (Carl Malmstens hus) och var avsedd som stall. Från början hade huset en våning men kompletterades med en stor frontespis för att kunna nyttja övervåningen som bostad. | 59°22′39.04″N 18°1′44.83″Ö / 59.3775111°N 18.0291194°Ö |
|      | Nedre Karlsro östra      | Pipers väg 20A              | Nedre Karlsro östra, även kallad Stora Sjövillan, ligger direkt intill Brunnsvikens promenadväg. Den ursprungliga sommarvillan uppfördes 1865 på Karl XV:s initiativ. Under en tid på 1900-talet har huset varit trädgårdsmästarboställe och inrymde därefter personalbostäder. Byggnaden, som år 2000 renoverades och restaurerades varsamt, utmärks genom fin panelarkitektur. Mot sjösidan märks två stora öppna verandor. | 59°22′36.16″N 18°1′49″Ö / 59.3767111°N 18.03028°Ö      |
|      | Nedre Karlsro västra     | Pipers väg 14               | Nedre Karlsro västra, ligger, som namnet antyder väster om Nedre Karlsro östra och hör till de tre äldsta villorna i området som Karl XV lät bygga 1865. Huset är en envånings träbyggnad med inredd vind under sadeltak och med en frontespis mot norr. På ett fotografi från år 1900 framgår att Nedre Karlsro västra hade även en veranda mot norr och flera inglasade verandor samt rika utsmyckningar med lövsågerier. Byggnaden har fortfarande välbevarad panelering men mycket av den ursprungliga snickarglädjen har gått förlorad.            | 59°22′36.44″N 18°1′45.23″Ö / 59.3767889°N 18.0292306°Ö |
|      | Solbo                    | Pipers väg 10               | Solbo uppfördes omkring år 1900. Byggherre var grosshandlaren och fabrikören K.G. Lundström som då hyrde Nedre Karlsro. Solbo lät han bygga för sin dotter. 1979 ombyggdes villan och förändrades från en- till tvåfamiljsbostad. | 59°22′36.57″N 18°1′40.71″Ö / 59.3768250°N 18.0279750°Ö |
|      | Månbo                    | Pipers väg 12               | Liksom Solbo uppfördes Månbo omkring år 1900. Ursprungligen var villan trädgårdsmästarboställe och hörde till Solbo. Vid en brand 1955 och påföljande reparatur tappade huset mycket av sin forna glans[källa behövs]. En tillbyggnad mot norr utfördes år 1986. | 59°22′37.38″N 18°1′43.54″Ö / 59.3770500°N 18.0287611°Ö |
|      | Lilla Bergshamra         | Pipers väg 6                | Huset uppfördes cirka 1900 på initiativ av underarrendatorn vid Bergshamra gård, Hansson. Byggnaden innehöll några mindre lägenheter för gårdsfolket. Idag är Lilla Bergshamra ett flerfamiljshus med kontor. | 59°22′39.6″N 18°1′42.56″Ö / 59.377667°N 18.0284889°Ö   |
|      | Före detta mjölkkammaren | Pipers väg 20B              | Den före detta mjölkkammaren ligger inte på sin ursprungliga plats. Byggnaden tjänade för förvaring av mjölk och stod ursprungligen intill Bergshamra gårds ladugård. Den flyttades hit vid 1900-talets början och byggdes om till boställe för trädgårdsmästaren. Idag är "Mjölkkammaren" privatvilla. | 59°22′35.7″N 18°1′50.20″Ö / 59.376583°N 18.0306111°Ö   |
|      | Lusthuset Monte Carlo    | Brunnsvikens strandpromenad | Det var fabrikören K.G. Lundström som lät bygga detta åttkantiga lusthus med det exotiska namnet Monte Carlo. Det fick sitt namn efter fabrikören själv och döptes av Bertil Ling som på sent 50-tal flyttade in med familj i Villa Solbo Nedre, som senare kom att kallas Sjöstugan och som idag är café. Vindflöjeln på taket bär initialerna "KL". Det rör sig om en påkostad träbyggnad krönt av en lökkupol och uppförd på 1890-talet under den tid då Lundström hyrde Nedre Karlsro. I huset, som är ateljé idag, finns en grönglaserad kakelugn. | 59°22′37.87″N 18°1′35.4″Ö / 59.3771861°N 18.026500°Ö   |
|      | Godthem                  | Pipers väg 2C               | Villa Godthem även kallad Gröna villan, byggdes 1899 av trädgårdsmästare Karl August Andersson på Ulriksdal. Den ombyggdes och renoverades 1998 för att användas som kontor. Det är en envånings panelklädd trävilla med frontespisvåning och sadeltak. Den har en tvåvånings glasveranda på södra långsidan. Tidigare fanns det en tillhörande liten stuga, som dock inte finns kvar. Godthem är kulturreservat (Q-märkning) och q-märkt byggnad på 2000 års detaljplan.                                                                               |                                                        |